# Carlton M. Caves
Carlton Morris Caves est un physicien théoricien américain. Il est actuellement professeur émérite et professeur de recherche en physique et en astronomie à l'Université du Nouveau-Mexique. Il travaille sur une variété de domaines liés à la théorie de l'information et la physique quantique. Il est membre de l'American Physical Society, de l'American Association for the Advancement of Science et de l'Académie nationale des sciences des États-Unis.

## Jeunesse et formation

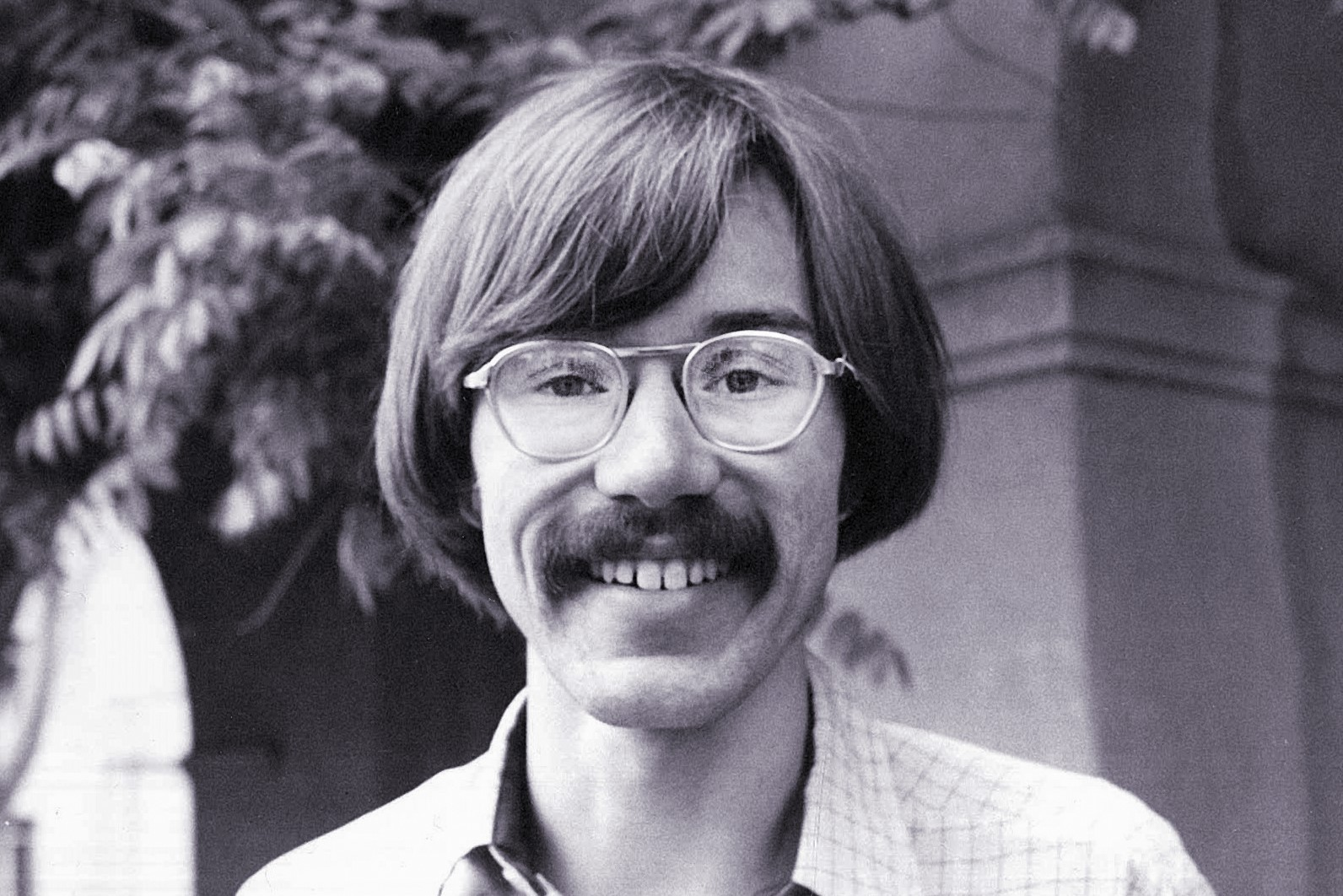
Carlton Caves au Bridge Laboratory à Caltech, fin des années 1970

Caves est né à Muskogee, Oklahoma, le 24 octobre 1950, fils de Morris et Mary Caves. Il a fréquenté les écoles publiques de Muskogee et a obtenu son diplôme de la Muskogee Central High School (aujourd'hui Muskogee High School ) en 1968. Il participe notamment aux activités de débat de son lycée ; son partenaire de débat, Mike Synar, a été membre du Congrès du district de Muskogee de 1979 à 1994. Caves a étudié à l'Université Rice durant premier cycle, obtenant un bachelor en physique et en mathématiques en 1972, puis au California Institute of Technology, où il a obtenu un doctorat en physique en 1979. Ses recherches de doctorat, aboutissant à une thèse intitulée Theoretical Investigations of Experimental Gravitation, ont été menées sous la direction de Kip S. Thorne. Durant sa thèse, Caves a reçu la bourse Richard P. Feynman en 1976-1977 et a été le premier récipiendaire du prix Öcsi Bácsi « Deeply dedicated to physics » en 1976.

## Carrière
Après avoir obtenu son doctorat, Caves a continué à travailler à Caltech en tant que chercheur en physique (1979-1981), puis en physique théorique (1982-1987). Entre 1987 et 1992, il est devenu professeur associé de génie électrique (et de physique à partir de 1989) à l'Université de Californie du Sud. Il a ensuite déménagé à Albuquerque en 1992 pour devenir professeur de physique et d'astronomie à l'Université du Nouveau-Mexique (UNM). En 2006, il a été promu professeur distingué, le rang le plus élevé du corps professoral de l'UNM. En 2009, il a été nommé directeur inaugural du Centre d'information et de contrôle quantiques (CQuIC), un centre interdisciplinaire de l'UNM et de l'Université de l'Arizona, qui étudie et développe une nouvelle génération de technologies pour contrôler le comportement des systèmes quantiques. Il a pris sa retraite de l'enseignement et de l'administration en 2018 et poursuit ses recherches en tant que professeur de physique et  d'astronomie à l'UNM.
Caves est notamment connu pour sa proposition en 1981 selon laquelle l'injection d'états comprimés dans un interféromètre peut améliorer la sensibilité de l'interféromètre pour détecter de petits changements de phase. Cette proposition a suscité trente années de développement technologique pour concevoir des sources de lumière comprimée qui peuvent améliorer la sensibilité obtenue par les très grands interféromètres qui ont été construits pour détecter les ondes gravitationnelles provenant d'événements astrophysiques. Cette méthode a été mise en place dans les détecteurs d'ondes gravitationnelles interférométriques LIGO et Virgo pour la campagne d'observation qui a débuté en avril 2019 et a apporté une amélioration mesurable de la sensibilité des détecteurs,,.
Caves est l’auteur de plus de 140 articles scientifiques. Ses recherches actuelles se concentrent sur la métrologie quantique, le contrôle quantique et la science de l'information quantique.